# 팬텀 (음악 그룹)
팬텀(Phantom)은 키겐, 한해, 산체스로 이루어진 대한민국의 3인조 힙합 그룹이다. 세 멤버 모두 보컬, 랩이 가능하고 작사, 작곡에 참여한다는 것을 나름의 강점으로 가지고 있다.

## 역사
처음 해피페이스 엔터테인먼트에서 HybRefine의 멤버로 활동하던 키겐은 같은 소속사였던 산체스를 자신의 앨범에 객원보컬로 참여시키면서 친분을 쌓게 되었다. 이후 2011년 봄 이들은 소속사를 브랜뉴 뮤직으로 옮겼고, 여기서 Block B의 원년 멤버였으나 사정으로 솔로로 활동 중이었던 한해와 만나 팬텀을 결성하였다.
팬텀은 데뷔 전 여성가족부의 심의제도를 조롱하는 의도로 만들어진 곡 〈청소년이 들으면 안 되는 사랑 노래〉를 발표하여 이슈가 되었다. 이 곡은 당시 청소년 청취불가로 판정 받아 논란이 되었던 〈아메리카노〉, 〈취중진담〉, 〈집에 가지마〉 등의 여러 곡 가사를 발췌하여 감미로운 발라드로 만든 곡이었다. 이후 팬텀은 소녀시대 The Boys를 커버한 영상과 벙개송 〈한.뉴.일. 3자회담〉을 데뷔 전 발표한 후, 2011년 11월 첫 싱글을 발표하면서 정식 데뷔하였다. 한편 싸이월드에서는 2011년 12월 신인상을 팬텀에게 수여함에 따라, 팬텀은 정식 데뷔 전 신인상을 수여받은 특이한 이력을 가지게 되었다.
2012년에는 데뷔 앨범 발표에 앞서 하이트 맥주 CF 음악인 ICE (ver. Phantom)을 발표하였다. 8월에는 선공개곡 〈미역국〉을 발표한 후 연달아 미니 앨범 Phantom City를 발매하였다. 이들의 두 번째 앨범은 Phantom Theory라는 제목으로 나올 예정으로, 선공개곡 Hide & Chic은 산체스의 동생이자 All Black 해체 이후로 처음으로 공석에 모습을 드러낸 Micro Dot 이 피쳐링하여 화제가 되었다. 이후 1월 중순 2집이 발표되었는데, 타이틀곡인 조용필처럼은 조용필이 자신의 이름을 처음으로 사용할 수 있도록 허락한 곡이라 이슈가 되었다. 이후 발표한 곡들 중 2013년 겨울에 발표된 〈신세계〉는 관능적인 이미지의 뮤직비디오로 화제를 모았다.
2017년 12월 21일에 해체를 선언하였다.
대표곡: 〈청소년이 들으면 안 되는 사랑 노래〉, 〈얼굴 뚫어지겠다〉, Burning, 〈조용필처럼〉, 〈다 알아〉, 〈신세계〉

## 구성원
| 이름   | 소개 |
| ------ | --- |
| 키겐   | - 본명 : 이기원 - 생년월일 : 1979년 3월 13일(46세) - 출생지 : 대한민국 부산광역시 - 학력 : 부산대학교 일어일문학과                             |
| 산체스 | - 본명 : 신재민 - 생년월일 : 1986년 10월 17일(38세) - 출생지 : 대한민국 서울특별시 - 학력 : 오클랜드대학교 법학과 - 가족관계 : 동생 마이크로닷 |
| 한해   | - 본명 : 정한해 - 생년월일 : 1990년 4월 7일(35세) - 출생지 : 대한민국 부산광역시 - 학력 : 동아대학교 국제무역학과 (휴학)                       |

## 디스코그래피
- 2011년 디지털 싱글 《얼굴 뚫어지겠다》
- 2012년 디지털 싱글 Ice
- 2012년 디지털 싱글 《미역국》
- 2012년 EP Phantom City
- 2012년 EP Phantom Theory
- 2013년 디지털 싱글 《몸만 와》
- 2013년 디지털 싱글 《다 알아》
- 2013년 디지털 싱글 《신세계》
- 2013년 디지털 싱글 Wayogayo vol.1 (긱스, 에스나와 합작)
- 2014년 정규 앨범 Phantom Power
- 2014년 디지털 싱글 《날아올라》
- 2014년 디지털 싱글 《이제 보니까》
- 2015년 디지털 싱글 《확신을 줘 (Could You Be Mine?)》
- 2024년 베스트 앨범 PHANTOM VINTAGE

## 이름
팬텀이란 이름은 아인슈타인의 상대성 이론에 등장하는 "팬텀 에너지"에서 따온 것으로, 가능성이 있으면 무한하게 팽창할 수 있다는 잠재력을 의미한다.